# Ben Fayot
Ben Fayot, né le 25 juin 1937 à Luxembourg-ville, est un homme politique luxembourgeois, membre du Parti ouvrier socialiste luxembourgeois (LSAP).

## Biographie
Il a fait ses études supérieures à la Sorbonne, à Paris, et a d'abord été professeur de lettres à l'Athénée de Luxembourg, établissement dont il était d'ailleurs lui-même issu.
Sur le plan politique, il a été président de son parti de 1985 a 1997. Élu membre de la Chambre des Députés en  1984, il a ensuite exercé deux mandats consécutifs de député européen à Strasbourg, de 1989 à 1999, avant de retourner siéger, conformément aux vœux des électeurs de la circonscription Centre, à la Chambre des Députés nationale.
Ben Fayot est l'auteur de plusieurs ouvrages en relation avec l'histoire du socialisme au Luxembourg.
Il est le père de Franz Fayot.

## Décorations
- Grand officier de l'ordre de la Couronne de chêne[2] (promotion 2014, Luxembourg)